# Borodzicze (obwód brzeski)
Borodzicze (biał. Бародзічы, Barodziczy) – wieś na Białorusi w rejonie kobryńskim obwodu brzeskiego, w sielsowiecie Horodziecki.

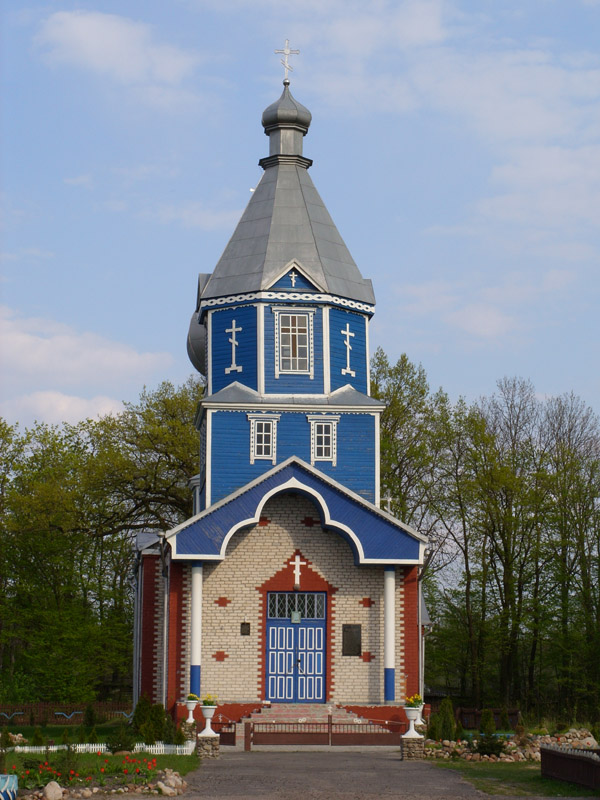
Cerkiew św. Michała Archanioła

Wieś duchowna położona była w końcu XVIII wieku powiecie brzeskolitewskim województwa brzeskolitewskiego. 
W miejscowości znajduje się parafialna cerkiew prawosławna pw. św. Michała Archanioła, zbudowana w 1999 r. na miejscu poprzedniej (z 1791 r.), zamkniętej w 1960 r. i rozebranej sześć lat później.